# アル・ジャイシュ・ダマスカス
アル・ジャイシュSC（アラビア語: نادي الجيش الرياضي）は、シリアのスポーツクラブ。1947年創設。本拠地はダマスカス。サッカーやハンドボール、バスケットボールなど球技のほか柔道などの部門も有する。
以下はサッカー部門に関する記述。
シリア・プレミアリーグ所属、ホームスタジアムは、アッバーシーン・スタジアム。国内リーグ戦は最多の12度の優勝、国際戦でも第1回のAFCカップ（2004）優勝の強豪である。

## タイトル

### 国内タイトル
シリア・プレミアリーグ：17回
- 1971-1972、1974-1975、1977-1978、1983-1984、1984-1985、1997-1998、1998-1999、2000-2001、2001-2002、2002-2003、2009-2010、2012-2013,  2014-15, 2015-16, 2016-17, 2017-18, 2018-19[2][3]

シリア共和国杯：9回
- 1967、1986、1997、1998、2000、2002、2004、2014、2018

### 国際タイトル
AFCカップ；1回
- 2004

## 歴代所属選手
- アフマド・アッ＝サーリフ 2008-2013
- アハマド・ハーイル 2010-2011
- モハマド・ガダル（モハンマド・ガッダール） 2011-2012